# Українські вісти
«Украї́нські Ві́сти» — щоденник у Львові, орган Фронту національної єдности. Виходив у 1935—1939 роках у видавництві «Батьківщина», з 1937-го з тижневим «Ілюстрованим додатком» і сторінкою «Робітничі Вісті».
Головний редактор — І. Гладилович, співредактори — Дмитро Паліїв, Микола Шлемкевич, С. Волинець, В. Дзісь; серед інших співробітників були: Я. Заремба, Олесь Бабій, М. Пасіка, Зенон Тарнавський, Осип Губчак, мистець М. Левицький.
Газета була добре редагована і всебічно інформувала про українське життя в Польщі і поза нею.
З протипольським наставленням «Українські Вісти» критикували політику УНДО, а разом з тим і практику революційного націоналізму.